# 丹麦共产党/马列
丹麦共产党/马列（丹麦语：Danmarks Kommunistiske Parti/Marxister-Leninister）是丹麦的一个已不存在的共产主义政党。该党成立于1978年。2006年11月，该党和共产主义统一合并为共产党。它的意识形态是共产主义、马克思列宁主义、霍查主义。它的政治立场是极左翼。它的领导人是Klaus Riis和Jørgen Petersen。它曾派代表参加国际共产主义研讨会。